# جون سيمونز
جون سيمونز (بالإنجليزية: John Simmons)‏ هو عازف جاز أمريكي، ولد في 14 يونيو 1918 في هاسكل في الولايات المتحدة، وتوفي في 19 سبتمبر 1979.

## وصلات خارجية
- جون سيمونز على موقع IMDb (الإنجليزية)
- جون سيمونز على موقع ميوزك برينز (الإنجليزية)
- جون سيمونز على موقع أول ميوزيك (الإنجليزية)
- جون سيمونز على موقع ديسكوغز (الإنجليزية)
- جون سيمونز على موقع قاعدة بيانات الفيلم (الإنجليزية)